# Mehedorf
Mehedorf (niederdeutsch Mehdörp) ist eine niedersächsische Ortschaft im Landkreis Rotenburg (Wümme). Sie ist Teil der Stadt Bremervörde und hat 190 Einwohner.

## Wappenbeschreibung
| Wappen von Mehedorf | Blasonierung: „In Blau über silbernem, mit einem blauen Wellenbalken belegten Schildfuß ein goldener Giebel eines Mehedorfer Bauernhauses.“ |
| Wappen von Mehedorf | |

## Geographie
Mehedorf liegt rund fünf Kilometer nördlich von Bremervörde und östlich der Mehe. Der Ort liegt im Vörder Moor, einem Außengebiet des Teufelsmoors.

## Geschichte
Mehedorf wurde 1776 von Jürgen Christian Findorff im Zuge der Moorkolonisierung gegründet. Im Jahr 1789 wird angegeben, dass der Ort über 35 Häuser verfüge, in dem 186 Einwohner, darunter 108 Kinder, lebten.
Am 1. März 1974 wurde der Ort in die Stadt Bremervörde eingegliedert.

## Politik

### Ortsrat
Der Ortsrat, der den Ortsteil Mehedorf vertritt, setzt sich aus fünf Mitgliedern zusammen. Die Ratsmitglieder werden durch eine Kommunalwahl für jeweils fünf Jahre gewählt.
Bei der Kommunalwahl 2021 ergab sich folgende Sitzverteilung:
- Wählergemeinschaft Mehedorf (WGM): 5 Sitze

### Ortsbürgermeisterin
Ortsbürgermeisterin ist Vanessa Zobel. Stand 2021